# 3974 Verveer
3974 Verveer је астероид главног астероидног појаса чија средња удаљеност од Сунца износи 2,599 астрономских јединица (АЈ).
Апсолутна магнитуда астероида је 11,8.